# Rhipidura verreauxi
Rhipidura verreauxi (лат.) — вид воробьиных птиц из семейства веерохвостковых.

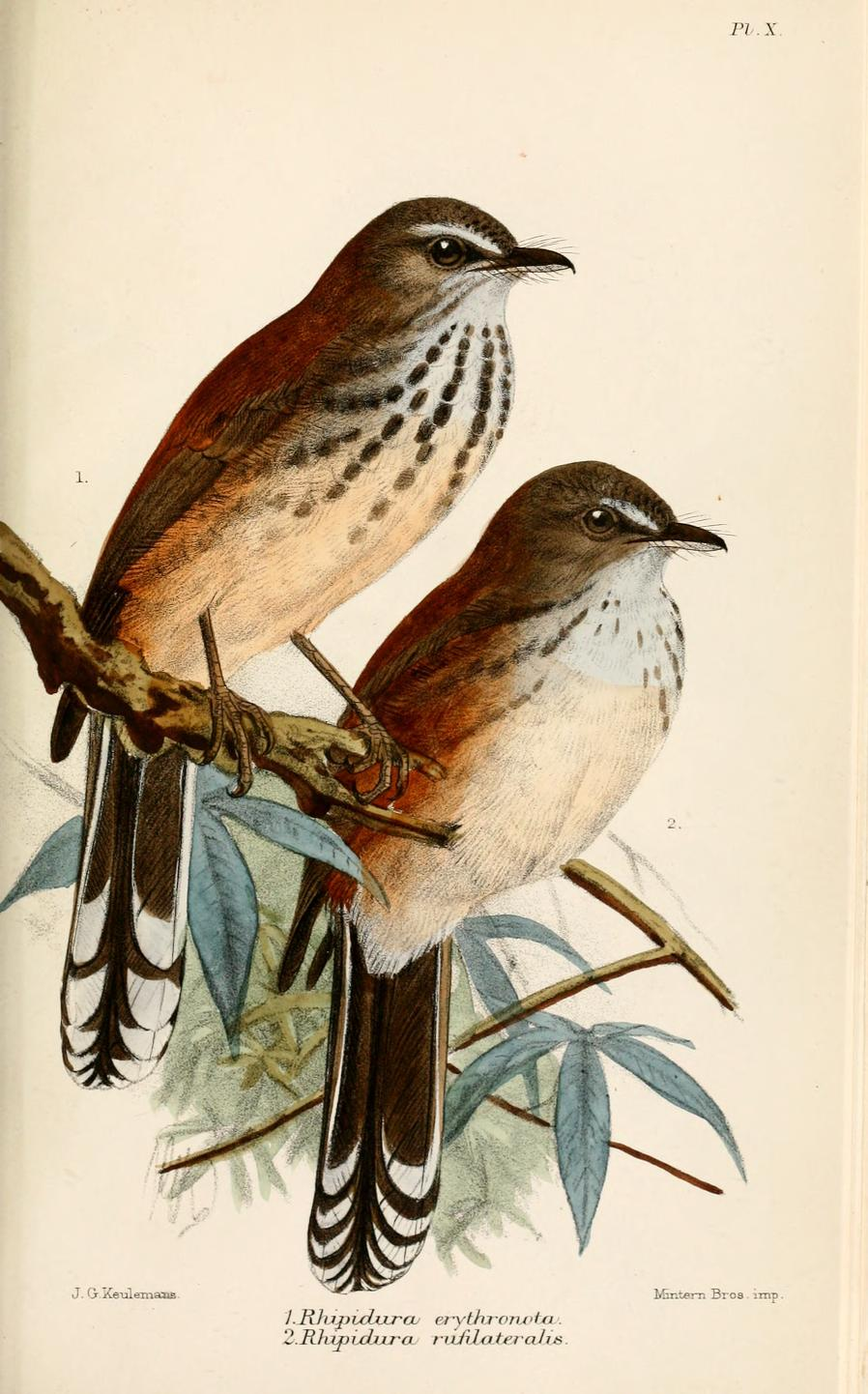
Иллюстрация Keulemans, 1879

## Описание
Небольшие (масса тела взрослой особи составляет 12 г) птицы с длинным хвостом, который они часто распускают веером. Оперение на теле по большей части красновато-коричневое, голова — серовато-коричневая с белыми полосами на «бровях» и «щеках», горлышко и грудь — белые с чёрными отметинами. Встречаются в лесах и на опушках, избегают открытых пространств. Похожи на R. albiscapa, но намного темнее, с другим рисунком на груди. Обычные крики — высокие, слабые звоночки и трели.

## Распространение и места обитания
Обитают на Фиджи, Новой Каледонии и в Вануату. Естественной средой обитания этих птиц являются субтропические и тропические влажные леса, равнинные и горные.

## Родственные виды
Вместе с близкородственными тёмной веерохвосткой (R. tenebrosa), веерохвосткой Реннелла (лат. R. rennelliana), кандавуской веерохвосткой R. personata, R. drownei и R. nebulosa образует комплекс видов.
Международный союз орнитологов не выделяет подвидов. Ранее к виду относили Rhipidura spilodera Gray, GR, 1870 и Rhipidura layardi Salvadori, 1877, позднее выделенные в отдельные виды.
Научное название Rhipidura verreauxi имеет преимущество перед Rhipidura spilodera.